# Список рекордов «Оскара»
Ниже представлен список наиболее заметных рекордов, относящихся к самой значительной и престижной кинопремии в мире — «Оскар».

## Наибольшее количество наград
- Наибольшее количество «Оскаров» на одной церемонии награждения получили фильмы «Бен-Гур» (1959), «Титаник» (1997) и «Властелин колец: Возвращение короля» (2003) — по 11 статуэток. Последний также удостоен «Оскаров» во всех категориях, в которых был номинирован, как и стал первым фильмом в жанре фэнтези, получившим награду в категории «Лучший фильм». «Бен-Гур» — единственный из этой тройки фильм, актёры которого удостоены «Оскаров» за исполнение своих ролей.
- Уолт Дисней (мультипликатор, режиссёр, актёр, сценарист и продюсер) — 26 статуэток «Оскара» (был номинирован на 59; 23 — состязательных и 3 — почётных; кроме того, является лауреатом награды имени Ирвинга Тальберга, которая обладает статусом «Оскара», но не представляет собой привычную статуэтку). Также он получил 4 «Оскара» за один год.
- Седрик Гиббонс (арт-директор, дизайнер статуэтки «Оскар») — 11 «Оскаров» (при 39 номинациях).
- Деннис Мьюрен (спецэффекты) — 9 «Оскаров» (из них 6 — состязательных), наибольшее количество среди ныне живущих лауреатов.
- Альфред Ньюман (кинокомпозитор, дирижёр и аранжировщик) — 9 «Оскаров».
- Эдит Хэд (художница по костюмам) — 8 «Оскаров» (наибольшее количество среди женщин[1]).
- Алан Менкен (композитор) — 8 «Оскаров» (все состязательные).
- Фред Куимби (продюсер) — 8 «Оскаров».
- Билли Уайлдер (режиссёр) — 7 «Оскаров» (1 — «Лучший фильм», 2 — «Лучшая режиссура», 3 — «Лучший сценарий», 1 — премия имени Ирвинга Тальберга).
- Ричард Дэй (художник-постановщик) — 7 «Оскаров».
- Рик Бейкер (спецэффекты и специальный грим) — 7 «Оскаров».
- Гэри Райдстром (звукорежиссёр) — 7 «Оскаров».
- Фрэнсис Форд Коппола (режиссёр, сценарист и продюсер) — 6 «Оскаров» (1 — «Лучшая режиссура», 1 — «Лучший фильм», 3 — «Лучший адаптированный сценарий», 1 — награда имени Ирвинга Тальберга).
- Алехандро Гонсалес Иньярриту — 5 «Оскаров» (2 — «Лучшая режиссура», 1 — «Лучший фильм», 1 — «Лучший оригинальный сценарий», 1 — «Премия за особые достижения»)[2].
- Альфонсо Куарон — 5 «Оскаров» (2 — «Лучшая режиссура», 1 — «Лучшая операторская работа», 1 — «Лучший монтаж», 1 — «Лучший фильм на иностранном языке»)[3].
- Джон Барри — 5 «Оскаров» (4 — «Лучшая музыка», 1 — «Лучшая песня»).
- Джон Уильямс — 5 «Оскаров» (все — «Лучшая музыка»).
- Федерико Феллини — 5 «Оскаров» (4 — «Лучший фильм на иностранном языке», 1 — «Почётный Оскар»).
- Клинт Иствуд — 5 «Оскаров» (2 — «Лучшая режиссура», 2 — «Лучший фильм», 1 — награда имени Ирвинга Тальберга).
- Ирен Шарафф (художница по костюмам) — 5 «Оскаров».
- Джон Форд — 4 «Оскара» (все — «Лучшая режиссура»).
- Стивен Спилберг — 4 «Оскара» (2 — «Лучшая режиссура», 1 — «Лучший фильм», 1 — награда имени Ирвинга Тальберга).
- Джозеф Руттенберг — 4 «Оскара» (все — «Лучшая операторская работа»).
- Леон Шамрой — 4 «Оскара» (все — «Лучшая операторская работа»).
- Вуди Аллен — 4 «Оскара» (3 — «Лучший оригинальный сценарий», 1 — «Лучшая режиссура»).
- Братья Коэн — по 4 «Оскара» (1 — «Лучший оригинальный сценарий», 1 — «Лучший адаптированный сценарий», 1 — «Лучшая режиссура», 1 — «Лучший фильм» у каждого).
- Ингмар Бергман — 4 «Оскара» (3 — «Лучший фильм на иностранном языке», 1 — «Почётный Оскар»).
- Фрэнсис Макдорманд — 4 «Оскара» (3 — «Лучшая актриса», 1 — «Лучший фильм»).
- Пон Чжун Хо — 4 «Оскара» (1 — «Лучший фильм», 1 — «Лучшая режиссура», 1 — «Лучший оригинальный сценарий», 1 — «Лучший фильм на иностранном языке»).
- Шон Бейкер — 4 «Оскара» (1 — «Лучший фильм», 1 — «Лучшая режиссура», 1 — «Лучший оригинальный сценарий», 1 — «Лучший монтаж»).
- Роберт Бентон — 3 «Оскара» (1 — «Лучшая режиссура», 1 — «Лучший адаптированный сценарий», 1 — «Лучший оригинальный сценарий»).
- Оливер Стоун — 3 «Оскара» (2 — «Лучшая режиссура», 1 — «Лучший адаптированный сценарий»).
- Джеймс Кэмерон — 3 «Оскара» (1 — «Лучший фильм», 1 — «Лучшая режиссура», 1 — «Лучший монтаж»).
- Питер Джексон — 3 «Оскара» (1 — «Лучший фильм», 1 — «Лучшая режиссура», 1 — «Лучший адаптированный сценарий»).
- Эммануэль Любецки — 3 «Оскара» (все — «Лучшая операторская работа»).
- Пит Доктер — 3 «Оскара» (все — «Лучший анимационный полнометражный фильм»).
- Хаяо Миядзаки — 3 «Оскара» (2 — «Лучший анимационный полнометражный фильм», 1 — «Почётный Оскар»).
- Чарли Чаплин — 3 «Оскара» (1 — «Лучшая музыка», 2 — «Почётный Оскар»).

### Актрисы / актёры
- Кэтрин Хепбёрн — 4 «Оскара» (все — «Лучшая актриса»).
- Уолтер Бреннан — 3 «Оскара» (все — «Лучший актёр второго плана»).
- Дэниел Дэй-Льюис — 3 «Оскара» (все — «Лучший актёр»).
- Фрэнсис Макдорманд — 3 «Оскара» (все — «Лучшая актриса»).
- Ингрид Бергман — 3 «Оскара» (2 — «Лучшая актриса», 1 — «Лучшая актриса второго плана»).
- Джек Николсон — 3 «Оскара» (2 — «Лучший актёр», 1 — «Лучший актёр второго плана»).
- Мерил Стрип — 3 «Оскара» (2 — «Лучшая актриса», 1 — «Лучшая актриса второго плана»).

## Награды за дебютную роль и дебютную режиссуру
Лучшая актриса
- Ширли Бут (1952) — «Вернись, малышка Шеба»
- Джули Эндрюс (1964) — «Мэри Поппинс»
- Барбра Стрейзанд (1968) — «Смешная девчонка»
- Марли Мэтлин (1986) — «Дети меньшего бога»

Лучший актёр второго плана
- Гарольд Рассел (1946) — «Лучшие годы нашей жизни»
- Хенг С. Нгор (1984) — «Поля смерти»

Лучшая актриса второго плана
- Гейл Сондергард (1936) — «Энтони несчастный»
- Катина Паксино (1943) — «По ком звонит колокол»
- Мерседес Маккэмбридж (1949) — «Вся королевская рать»
- Эва Мари Сейнт (1954) — «В порту»
- Джо Ван Флит (1955) — «К востоку от рая»
- Татум О’Нил (1973) — «Бумажная луна»
- Анна Пэкуин (1993) — «Пианино»
- Дженнифер Хадсон (2006) — «Девушки мечты»
- Лупита Нионго (2013) — «12 лет рабства»

Молодёжная награда Академии
- Клод Джарман (1946) — «Оленёнок»
- Винсент Уинтер[англ.] (1954) — «Маленькие похитители[англ.]»

Лучшая режиссура
- Делберт Манн (1955) — «Марти»
- Джером Роббинс (1961) — «Вестсайдская история»
- Роберт Редфорд (1980) — «Обыкновенные люди»
- Джеймс Брукс (1983) — «Язык нежности»
- Кевин Костнер (1990) — «Танцующий с волками»
- Сэм Мендес (1999) — «Красота по-американски»

## «Большая пятёрка»
«Большой пятёркой» называют получение за один раз пяти «основных» «Оскаров»: за лучший фильм, лучшую режиссуру, лучшую мужскую роль, лучшую женскую роль и лучший сценарий (оригинальный или адаптированный). Такими на данный момент являются три фильма:
- «Это случилось однажды ночью» (1934);
- «Пролетая над гнездом кукушки» (1975);
- «Молчание ягнят» (1991).

## Наибольшее количество наград подряд
Лучшая актриса
- Луиза Райнер — «Великий Зигфелд» (1936) и «Благословенная земля» (1937)
- Кэтрин Хепбёрн — «Угадай, кто придёт к обеду?» (1967) и «Лев зимой» (1968)

Лучший актёр
- Спенсер Трейси — «Отважные капитаны» (1937) и «Город мальчиков» (1938)
- Том Хэнкс — «Филадельфия» (1993) и «Форрест Гамп» (1994)

Лучший актёр второго плана
- Джейсон Робардс — «Вся президентская рать» (1976) и «Джулия» (1977)

Лучшая актриса второго плана
нет последовательных побед
Лучшая режиссура
- Джон Форд — «Гроздья гнева» (1940) и «Как зелена была моя долина» (1941)
- Джозеф Лео Манкевич — «Письмо трём жёнам» (1949) и «Всё о Еве» (1950)
- Алехандро Гонсалес Иньярриту — «Бёрдмэн» (2014) и «Выживший» (2015)[12]

Лучший фильм
- Дэвид Селзник — «Унесённые ветром» (1939) и «Ребекка» (1940)

Лучший монтаж
- Энгус Уолл, Кирк Бакстер — «Социальная сеть» (2010) и «Девушка с татуировкой дракона» (2011)

Лучший оригинальный сценарий
нет последовательных побед
Лучший адаптированный сценарий
- Джозеф Лео Манкевич — «Письмо трём жёнам» (1949) и «Всё о Еве» (1950)
- Роберт Болт — «Доктор Живаго» (1965) и «Человек на все времена» (1966)

Лучшая операторская работа
- Эммануэль Любецки — «Гравитация» (2013), «Бёрдмэн» (2014) и «Выживший» (2015)

Лучшая музыка
- Рэй Хейндорф[англ.] — «Янки Дудл Денди» (1942) и «Это армия[англ.]» (1943)
- Роджер Эденс — «Пасхальный парад» (1948), «Увольнение в город» (1949) и «Энни получает ваше оружие[англ.]» (1950)
- Франц Ваксман — «Бульвар Сансет» (1950) и «Место под солнцем» (1951)
- Альфред Ньюман — «С песней в моём сердце» (1952) и «Зовите меня «мадам»[англ.]» (1953), а также «Любовь — самая великолепная вещь на свете» (1955) и «Король и я» (1956)
- Адольф Дойч — «Семь невест для семерых братьев» (1954) и «Оклахома!» (1955)
- Андре Превин — «Жижи» (1958) и «Порги и Бесс» (1959), а также «Нежная Ирма» (1963) и «Моя прекрасная леди» (1964)
- Леонард Розенман — «Барри Линдон» (1975) и «На пути к славе» (1976)
- Алан Менкен — «Красавица и Чудовище» (1991) и «Аладдин» (1992)
- Густаво Сантаолалья — «Горбатая гора» (2005) и «Вавилон» (2006)

## Первые
Первый человек, получивший «Оскар» повторно
- Льюис Майлстоун (1929, 1930)

Первый человек, получивший «Почётный Оскар»
- Чарли Чаплин (1929)

Первый человек, получивший 3 «Оскара» за актёрскую работу
- Уолтер Бреннан (1937, 1939, 1941)

Первый человек, получивший 4 «Оскара» за актёрскую работу
- Кэтрин Хепбёрн (1934, 1968, 1969, 1982)

Первый человек, номинированный на 11 «Оскаров»
- Бетт Дейвис — 11-я номинация за фильм «Что случилось с Бэби Джейн?» (1962)

Первый человек, номинированный в 7 различных категориях
- Кеннет Брана

Первый человек, номинированный одновременно в категориях «Лучшая актриса второго плана» и «Лучшая песня»
- Мэри Джей Блайдж — «Ферма „Мадбаунд“» (2017)

Первый человек, номинированный одновременно в категориях «Лучшая актриса» и «Лучшая песня»
- Леди Гага — «Звезда родилась» (2018)

Первый человек, получивший за работу над одним фильмом «Оскар» за лучший фильм, лучшую режиссуру, лучший оригинальный сценарий и лучший монтаж
- Шон Бейкер – за фильм «Анора» (2024)

Первая женщина, получившая «Оскар» за лучший фильм
- Джулия Филлипс — за фильм «Афера» (1973)

Первая женщина, номинированная на «Оскар» за лучшую режиссуру
- Лина Вертмюллер — за фильм «Паскуалино „Семь красоток“» (1975)

Первая женщина, дважды номинированная на «Оскар» за лучшую режиссуру
- Джейн Кэмпион — за фильмы «Пианино» (1993) и «Власть пса» (2021)

Первая женщина, получившая «Оскар» за лучшую режиссуру
- Кэтрин Бигелоу — за фильм «Повелитель бури» (2009)

Первая женщина, номинированная на «Оскар» в категории «Лучшая операторская работа»
- Рэйчел Моррисон — «Ферма „Мадбаунд“» (2017)

Первый фильм в формате 3D, номинированный на «Оскар»
- «Аватар» (2009)
- «Вверх» (2009)

Первый фильм в жанре фэнтези, номинированный на «Оскар» в категории «Лучший фильм»
- «Властелин колец: Братство кольца» (2001)

Первый супергеройский фильм, номинированный на «Оскар» в категории «Лучший фильм»
- «Черная пантера» (2018)

Первый научно-фантастический фильм, номинированный на «Оскар» в категории «Лучший фильм»
- «Заводной апельсин» (1971)

Первый фильм ужасов, номинированный на «Оскар» в категории «Лучший фильм»
- «Изгоняющий дьявола» (1973)

Первый мультипликационный фильм, номинированный на «Оскар» в категории «Лучший фильм»
- «Красавица и Чудовище» (1991)

Первый мультипликационный фильм, номинированный на «Оскар» в категории «Лучший оригинальный сценарий»
- «История игрушек» (1995)

Первый мультипликационный фильм, получивший «Оскар» в «технических» категориях
- «Суперсемейка» (2004)

Первый мультипликационный фильм, номинированный на «Оскар» в категории «Лучший фильм на иностранном языке»
- «Вальс с Баширом» (2008, Израиль)

Первый мультипликационный фильм, номинированный на «Оскар» в 3 категориях одновременно
- «Побег» (2021, Дания) — в категориях «Лучший анимационный полнометражный фильм», «Лучший фильм на иностранном языке» и «Лучший документальный полнометражный фильм»

Первый неанглоязычный фильм, получивший «Оскар» за «Лучший фильм»
- «Паразиты» (2019, Республика Корея)

Первый фильм ужасов, получивший «Оскар» в номинации «Лучший фильм»
- «Молчание ягнят» (1991)

Первый фильм в жанре фэнтези, получивший «Оскар» в номинации «Лучший фильм»
- «Властелин колец: Возвращение короля» (2003)

Первый научно-фантастический фильм, получивший «Оскар» в в номинации «Лучший фильм»
- «Форма воды» (2017)

Наибольшее количество номинаций без категории «Лучший фильм»
- «Девушки мечты» (2006) — 8 номинаций, 2 победы

Первый фильм «для взрослых» (англ. X rating), получивший «Лучший фильм»
- «Полуночный ковбой» (1969)

Первый актёр, получивший «Оскар»
- Эмиль Яннингс — за главные роли в фильмах «Путь всякой плоти» (1927) и «Последний приказ» (1928)

Первая актриса, получившая «Оскар»
- Джанет Гейнор — за главные роли в фильмах «Седьмое небо» (1927), «Восход солнца» (1927) и «Уличный ангел» (1928)

Первая чернокожая актриса, номинированная на «Оскар» и получившая «Оскар»
- Хэтти Макдэниел — в фильме «Унесённые ветром» (1939)

Первый чернокожий актёр, получивший «Оскар»
- Сидни Пуатье — за главную роль в фильме «Полевые лилии» (1963)

Первая чернокожая актриса, номинированная на «Оскар» за главную роль
- Дороти Дэндридж — в фильме «Кармен Джонс» (1954)

Первая чернокожая актриса, получившая «Оскар» за главную роль
- Хэлли Берри — в фильме «Бал монстров» (2002)

Первый чернокожий актёр, получивший «Оскар» за роль второго плана
- Луис Госсетт-младший — в фильме «Офицер и джентльмен» (1982)

Первая чернокожая актриса, получившая 4 номинации на «Оскар»
- Виола Дэвис — (последняя номинация — за фильм «Ма Рейни: Мать блюза» (2020)

Первая актриса, родившаяся в Африке, получившая «Оскар»
- Шарлиз Терон (род. в ЮАР) — за главную роль в фильме «Монстр» (2003)

Первый актёр, родившийся в Африке, номинированный на «Оскар»
- Джимон Хонсу (род в. Бенине) — за роль второго плана в фильме «В Америке» (2003)

Первая ближневосточная актриса, номинированная на «Оскар»
- Шохре Агдашлу (род. в Иране) — в номинации «Лучшая актриса второго плана» в фильме «Дом из песка и тумана» (2003)

Первая ближневосточная актриса, получившая «Оскар»
- Натали Портман (род. в Израиле) — в номинации «Лучшая женская роль» в фильме «Чёрный лебедь» (2010)

Первая актриса азиатского происхождения, получившая «Оскар»
- Мишель Йео (род. в Малайзии) — в номинации «Лучшая женская роль» в фильме «Всё везде и сразу» (2022)

Первый актёр—мусульманин, получивший «Оскар»
- Махершала Али — в номинации «Лучшая мужская роль второго плана» в фильме «Лунный свет» (2016)

Первая актриса из Австралии, получившая «Оскар»
- Николь Кидман — за главную роль в фильме «Часы» (2002)

Первый австрийский актёр, получивший «Оскар» два раза подряд
- Кристоф Вальц — за роль второго плана в фильме «Бесславные ублюдки» (2009) и «Джанго освобождённый» (2012)

Первый скандинавский актёр, номинированный на «Оскар»
- Макс фон Сюдов (род. в Швеции) — за главную роль в фильме «Пелле-завоеватель» (1987)

Первый российский актёр, номинированный на «Оскар»
- Юра Борисов — за роль второго плана в фильме «Анора» (2024)

Первая актриса—представительница коренных народов, номинированная на «Оскар»
- Ялица Апарисио (из рода миштеков в Мексике) — за главную роль в фильме «Рома» (2018)

Первая американская актриса индейского происхождения, номинированная на «Оскар»
- Лили Гладстоун (из рода черноногих и нимипуу в резервации в Монтане) — за главную роль в фильме «Убийцы цветочной луны» (2023)

Первая открытая трансгендерная актриса, номинированная на «Оскар» 
- Карла София Гаскон — за главную роль в фильме «Эмилия Перес» (2024)

Первая актриса, получившая «Оскар» за роль не на английском языке
- Софи Лорен — за главную роль в фильме «Чочара» (1960, на итальянском языке)

Первый актёр, получивший «Оскар» за роль не на английском языке
- Роберт де Ниро — за роль второго плана в фильме «Крёстный отец 2» (1974, на итальянском языке)

Первый актёр, получивший «Оскар» за супергеройский фильм
- Хит Леджер — за роль второго плана в фильме «Тёмный рыцарь» (2008)

Первый ребёнок, номинированный на «Оскар»
- Джеки Купер (9 лет) — «Лучший актёр» в фильме «Скиппи» (1931)[13]

Первая и единственная глухая актриса, получившая «Оскар»
- Марли Мэтлин — за главную роль в фильме «Дети меньшего бога» (1986)

Первый слабослышащий актёр, получивший «Оскар»
- Трой Коцур — за роль второго плана в фильме «CODA: Ребёнок глухих родителей» (2021)

Первый актёр, отказавшийся от «Оскара»
- Джордж Кэмпбелл Скотт — за главную роль в фильме «Паттон» (1970)

Первая актриса, номинированная на «Оскар» посмертно
- Джинн Иглс — за главную роль в фильме «Письмо» (1929)

Первый актёр, номинированный на «Оскар» посмертно
- Джеймс Дин — за главную роль в фильме «К востоку от рая» (1956)

Первый чернокожий актёр, номинированный на «Оскар» посмертно
- Чедвик Боузман — за главную роль в фильме «Ма Рейни: Мать блюза» (2020)

Первый актёр, удостоенный «Оскара» посмертно
- Питер Финч — за главную роль в фильме «Телесеть» (1976)

## Самые молодые и пожилые
Самый молодой актёр, номинированный на «Оскар»
- Джастин Генри — 8 лет, «Лучший актёр второго плана», «Крамер против Крамера» (1979)

Самая молодая актриса, получившая «Оскар»
- Ширли Темпл — 6 лет, «Молодёжная награда Академии» (1934, первая награда в этой почётной категории, упразднена в 1960 году)
- Татум О’Нил — 10 лет, «Лучшая актриса второго плана», «Бумажная луна» (1973, награда в состязательной категории)
- Анна Пэкуин — 11 лет, «Лучшая актриса второго плана», «Пианино» (1993)

Самый молодой актёр, номинированный на «Оскар» в главной актёрской категории
- Джеки Купер — 9 лет, «Лучший актёр главной роли», «Скиппи» (1931)

Самый молодой актёр, получивший «Оскар» в главной актёрской категории
- Эдриен Броуди — 29 лет, «Лучший актёр главной роли», за роль Владислава Шпильмана в фильме «Пианист» (2002)

Самая молодая актриса, номинированная на «Оскар» в главной актёрской категории
- Кувенжаней Уоллис — 9 лет, «Лучшая актриса», «Звери дикого Юга» (2012)

Самая молодая актриса, получившая «Оскар» в главной актёрской категории
- Марли Мэтлин — 21 год, «Лучшая актриса», «Дети меньшего бога» (1986)

Самая молодая актриса, номинированная на «Оскар» во второстепенной актёрской категории
- Эбигейл Бреслин — 10 лет, «Лучшая актриса второго плана», «Маленькая мисс Счастье» (2006)

Самый молодой актёр, номинированный на «Оскар» во второстепенной актёрской категории
- Хейли Джоэл Осмент — 11 лет, «Лучший актёр второго плана», «Шестое чувство» (1999)

Самый молодой номинант в категории «Лучшая режиссура»
- Джон Синглтон — 24 года, «Ребята по соседству» (1991)

Самый молодой лауреат в категории «Лучшая режиссура»
- Дэмьен Шазелл — 32 года и 38 дней, «Ла-Ла Ленд» (2016)
- Норман Таурог — 32 года и 260 дней, «Скиппи» (1931)

Самый молодой лауреат в категории «Лучший оригинальный сценарий»
- Бен Аффлек — 25 лет, «Умница Уилл Хантинг» (1997)

Самый пожилой номинант на «Оскар»
- Джон Уильямс — 92 года, «Лучшая музыка», «Индиана Джонс и Колесо судьбы» (2023)

Самый пожилой лауреат «Оскара»
- Джеймс Айвори — 89 лет, «Лучший адаптированный сценарий», «Назови меня своим именем» (2017)

Самый пожилой актёр, номинированный на «Оскар»
- Кристофер Пламмер — 88 лет, «Лучший актёр второго плана», «Все деньги мира» (2017)

Самый пожилой актёр, получивший «Оскар»
- Энтони Хопкинс — 83 года, «Лучший актёр», «Отец» (2020)
- Кристофер Пламмер — 82 года, «Лучший актёр второго плана», «Начинающие» (2010)
- Генри Фонда — 76 лет, «Лучший актёр», «На золотом озере» (1981)

Самая пожилая актриса, номинированная на «Оскар»
- Глория Стюарт — 87 лет, «Лучшая актриса второго плана», «Титаник» (1997)

Самая пожилая актриса, номинированная на «Оскар» в главной актёрской категории
- Эммануэль Рива — 85 лет, «Лучшая актриса», «Любовь» (2012)

Самая пожилая актриса, получившая «Оскар»
- Джессика Тэнди — 80 лет, «Лучшая актриса», «Шофёр мисс Дэйзи» (1989)

Самый пожилой номинант в категории «Лучшая режиссура»
- Мартин Скорсезе — 81 год, «Убийцы цветочной луны» (2023)
- Джон Хьюстон — 79 лет, «Честь семьи Прицци» (1985)

Самый пожилой лауреат в категории «Лучшая режиссура»
- Клинт Иствуд — 74 года, «Малышка на миллион» (2004)

## Фильмы
Больше всего номинаций (14)
- «Всё о Еве» (1950)
- «Титаник» (1997)
- «Ла-Ла Ленд» (2016)

Больше всего номинаций у неанглоязычного фильма (13)
- «Эмилия Перес» (2024)

Больше всего побед (8), кроме «Лучшего фильма»
- «Кабаре» (1972)

Больше всего номинаций (11), но ни одной победы
- «Поворотный пункт» (1977)
- «Цветы лиловые полей» (1985)

Больше всего номинаций (14), но без победы в категории «Лучший фильм»
- «Ла-Ла Ленд» (2016)

Больше всего номинаций у неанглоязычного фильма (13), но без победы в категории «Лучший фильм»
- «Эмилия Перес» (2024)

Больше всего побед (5), но без номинации на «Лучший фильм»
- «Злые и красивые» (1952)

Меньше всего побед (1) у «Лучшего фильма»
- «Бродвейская мелодия» (1930)
- «Гранд-отель» (1932)
- «Мятеж на „Баунти“» (1935)

Больше всего номинаций в «технических» категориях (все 7)
- «Звёздные войны. Эпизод IV: Новая надежда» (1977)
- «Титаник» (1997)
- «Хозяин морей: На краю земли» (2003)
- «Выживший» (2015)
- «Безумный Макс: Дорога ярости» (2015)

## Актёры и актрисы
Больше всего номинаций подряд за «Лучшую женскую роль»
- Бетт Дейвис — с 1938 по 1942 год включительно
- Грир Гарсон — с 1941 по 1945 год включительно

Больше всего номинаций подряд за «Лучшую мужскую роль»
- Марлон Брандо — с 1951 по 1954 год включительно

Больше всего номинаций подряд за «Лучшую женскую роль второго плана»
- Телма Риттер — c 1950 по 1953 год включительно

Больше всего номинаций за актёрскую работу
- Мерил Стрип (21)
- Джек Николсон (12)

Больше всего номинаций за актёрскую работу (8), но без победы
- Питер О’Тул
- Гленн Клоуз

Самый длинный период между победами
- Кэтрин Хепбёрн — с 1934 по 1982 год (48 лет)
- Хелен Хейс — с 1932 по 1971 год (39 лет)

Самый длинный период между номинациями
- Джадд Хирш — с 1981 по 2023 год (42 года)

Наибольшее количество номинаций посмертно (2)
- Джеймс Дин — за фильмы «К востоку от рая» (1955) и «Гигант» (1956)

За актёрскую работу при наименьшем экранном времени
- Гермиона Баддели — номинация в категории «Лучшая женская роль второго плана» в фильме «Путь наверх» (1959) (2 мин. 32 сек.)
- Беатрис Стрейт — победа в номинации «Лучшая женская роль второго плана» в фильме «Телесеть» (1976) (5 мин. 40 сек.)
- Дэвид Нивен — победа в номинации «Лучшая мужская роль» в фильме «За отдельными столиками» (1958) (15 мин. 38 сек.)
- Энтони Хопкинс — победа в номинации «Лучшая мужская роль» в фильме «Молчание ягнят» (1991) (16 мин.)

Наибольшее количество побед чернокожего актёра (2)
- Дензел Вашингтон — «Лучший актёр второго плана» в фильме «Слава» (1989) и «Лучший актёр» в фильме «Тренировочный день» (2001)
- Махершала Али — «Лучший актёр второго плана» в фильме «Лунный свет» (2016) и «Лучший актёр второго плана» в фильме «Зеленая книга» (2018)

Наибольшее количество наград за исполнение одной роли (2)
- Гарольд Рассел, сыгравший роль в фильме «Лучшие годы нашей жизни» (1946), получил 2 награды: в номинации «Лучший актёр второго плана» и «Почётную» (по просьбе ветеранов Второй мировой войны)

Номинирование за лучшую роль (главную или второго плана) в четырёх разных десятилетиях
- Бетт Дейвис — в 1930-х, 1940-х, 1950-х, 1960-х годах
- Лоренс Оливье — в 1940-х, 1950-х, 1960-х, 1970-х годах
- Джек Леммон — в 1950-х, 1960-х, 1970-х, 1980-х годах
- Ширли Маклейн — в 1950-х, 1960-х, 1970-х, 1980-х годах
- Джеральдин Пейдж — в 1950-х, 1960-х, 1970-х, 1980-х годах
- Джоан Вудворд — в 1950-х, 1960-х, 1970-х, 1990-х годах
- Ванесса Редгрейв — в 1960-х, 1970-х, 1980-х, 1990-х годах
- Уоррен Битти — в 1960-х, 1970-х, 1980-х, 1990-х годах
- Джин Хэкмен — в 1960-х, 1970-х, 1980-х, 1990-х годах
- Дастин Хоффман — в 1960-х, 1970-х, 1980-х, 1990-х годах
- Альберт Финни — в 1960-х, 1970-х, 1980-х, 2000-х годах
- Питер О’Тул — в 1960-х, 1970-х, 1980-х, 2000-х годах
- Майкл Кейн — в 1960-х, 1970-х, 1980-х, 2000-х годах
- Джули Кристи — в 1960-х, 1970-х, 1990-х, 2000-х годах
- Джек Николсон — в 1970-х, 1980-х, 1990-х, 2000-х годах
- Дайан Китон — в 1970-х, 1980-х, 1990-х, 2000-х годах
- Роберт Дюваль — в 1970-х, 1980-х, 1990-х, 2010-х годах
- Аль Пачино — в 1970-х, 1980-х, 1990-х, 2020-х годах
- Джефф Бриджес — в 1970-х, 1980-х, 2000-х, 2010-х годах
- Морган Фриман — в 1980-х, 1990-х, 2000-х, 2010-х годах
- Том Хэнкс — в 1980-х, 1990-х, 2000-х, 2020-х годах
- Дензел Вашингтон — в 1990-х, 2000-х, 2010-х, 2020-х годах
- Брэд Питт — в 1990-х, 2000-х, 2010-х, 2020-х годах
- Кейт Бланшетт — в 1990-х, 2000-х, 2010-х, 2020-х годах
- Леонардо ДиКаприо — в 1990-х, 2000-х, 2010-х, 2020-х годах
- Джуди Денч — в 1990-х, 2000-х, 2010-х, 2020-х годах
- Аннетт Бенинг — в 1990-х, 2000-х, 2010-х, 2020-х годах

Номинирование за лучшую роль (главную или второго плана) в пяти разных десятилетиях
- Кэтрин Хепбёрн — в 1930-х, 1940-х, 1950-х, 1960-х, 1980-х годах
- Пол Ньюман — в 1950-х, 1960-х, 1980-х, 1990-х, 2000-х годах
- Мерил Стрип — в 1970-х, 1980-х, 1990-х, 2000-х, 2010-х годах
- Роберт Де Ниро — в 1970-х, 1980-х, 1990-х, 2010-х, 2020-х годах
- Фрэнсис МакДорманд — в 1980-х, 1990-х, 2000-х, 2010-х, 2020-х годах

Долгожители
- Луиза Райнер, дважды победившая в номинации «Лучшая актриса» (в 1937 и 1938 году), умерла в 2014 году в возрасте 104 лет. Соответственно, она является человеком, обладавшим «Оскаром» наиболее продолжительное время, — с 1937 по 2014 год (77 лет и 10 месяцев).
- Оливия де Хэвилленд, лауреат двух премий в номинации «Лучшая актриса», — в 1947 и 1950 году — скончалась в 2020 году в возрасте 104 лет.
- Эва Мари Сейнт, лауреат премии в номинации «Лучшая актриса второго плана» (в 1955 году), в возрасте 101 года является самым пожилым ныне живущим обладателем награды Американской киноакадемии.
- Джордж Бёрнс, победивший в номинации «Лучший актёр второго плана» в 1976 году, скончался в 1996 году в возрасте 100 лет. Первый в истории мирового кинематографа мужчина-лауреат, достигший столетнего возраста.
- Кирк Дуглас, лауреат почётного «Оскара» за выдающуюся карьеру (в 1996 году). Второй в истории мирового кинематографа мужчина-лауреат, достигший столетнего возраста. Скончался в 2020 году в возрасте 103 лет.
- Глория Стюарт, номинированная в категории «Лучшая актриса второго плана» в 1998 году, скончалась в 2010 году в возрасте 100 лет.

## Прочее
Больше всего номинаций (59)
- Уолт Дисней

Больше всего номинаций без победы
- Грег П. Расселл (звукорежиссёр) — 16 безуспешных номинаций в категории «Лучший звук»
- Дайан Уоррен (композитор) — 16 безуспешных номинаций в категории «Лучшая песня»
- Томас Ньюман (композитор) — 15 безуспешных номинаций (14 и 1 в категориях «Лучшая музыка» и «Лучшая песня» соответственно)
- Алекс Норт (композитор) — 15 безуспешных номинаций (14 и 1 в категориях «Лучшая музыка» и «Лучшая песня» соответственно)

Больше всего безуспешных номинаций с победами среди ныне живущих (49)
- Джон Уильямс (композитор, 5 побед)

Номинирование за лучшую музыку и за лучшую песню в семи разных десятилетиях
- Джон Уильямс (композитор) — в 1960-х, 1970-х, 1980-х, 1990-х, 2000-х, 2010-х, 2020-х годах

Больше всего номинаций среди женщин (35)
- Эдит Хэд (художница по костюмам)

Наибольшее количество индивидуальных побед за один год (4)
- Уолт Дисней (1954, за 4 фильма)
- Шон Бейкер (2025, за фильм «Анора»)

Наибольшее количество номинаций в категории «Лучшая режиссура» за один год (2)
- Майкл Кёртис за фильмы «Ангелы с грязными лицами» и «Четыре дочери[англ.]» (1938)
- Стивен Содерберг за фильмы «Эрин Брокович» и «Траффик» (2000)

Наибольшее количество номинаций в категории «Лучшая режиссура» за карьеру
- Уильям Уайлер — 12 номинаций, 3 победы
- Мартин Скорсезе — 10 номинаций, 1 победа
- Стивен Спилберг — 9 номинаций, 2 победы

Пары режиссёров, победившие в номинации «Лучшая режиссура» за совместную работу
- Роберт Уайз и Джером Роббинс за фильм «Вестсайдская история» (1962)
- Джоэл Коэн и Итан Коэн за фильм «Старикам тут не место» (2008)
- Дэниел Кван и Дэниел Шайнерт за фильм «Всё везде и сразу» (2022)

Сиквелы, победившие в номинации «Лучший фильм»
- «Крёстный отец 2» (1974)
- «Властелин колец: Возвращение короля» (2003)

Ремейки, победившие в номинации «Лучший фильм»
- «Отступники» (2006)
- «CODA: Ребёнок глухих родителей» (2021)

Наибольшее количество побед и номинаций в серии
- «Властелин колец», трилогия (2001—2003) — 30 номинаций, 17 побед

Наибольшее количество номинаций «Лучший оригинальный сценарий»
- Вуди Аллен — 16 номинаций, 3 победы

Наибольший перерыв между выходом на экраны и получением «Оскара» (20 лет)
- «Огни рампы» (1952). Фильм получил награду через 21 год — в 1973 году, так как был показан на широком экране в округе Лос-Анджелес только в 1972 году, что предписано правилами вручения «Оскара»

Наибольшее количество  побед посмертно (2)
- Уильям Аллен Хорнинг (художник-постановщик) — за фильмы «Жижи» (1958) и «Бен-Гур» (1959)

Наибольшее количество номинаций посмертно (4)
- Ховард Эшман (автор песен)

Наибольшее количество номинаций за «Лучший фильм» у продюсера, одновременно являющегося режиссёром (12)
- Стивен Спилберг (последняя номинация — за фильм «Фабельманы» (2022))

Наибольшее количество различных категорий номинирования у одного человека
- Кеннет Брана (в семи категориях восемь номинаций):
  - Лучшая режиссура (дважды)
  - Лучшая мужская роль
  - Лучший игровой короткометражный фильм
  - Лучший адаптированный сценарий
  - Лучшая мужская роль второго плана
  - Лучший фильм
  - Лучший оригинальный сценарий
    - Альфонсо Куарон (в шести категориях десять номинаций):
      - Лучший оригинальный сценарий (дважды)
      - Лучший адаптированный сценарий
      - Лучший монтаж (дважды)
      - Лучший фильм (дважды)
      - Лучшая режиссура (дважды)
      - Лучшая операторская работа

Самый кассовый фильм, получивший «Оскар» за «Лучший фильм»
- «Титаник» (1997) — с 2 264 812 968 $

Самый кассовый фильм о Второй мировой войне (без учёта инфляции), получивший «Оскар» за «Лучший фильм»
- «Оппенгеймер (2023) — с 975 594 978 $

Самый некассовый фильм, получивший «Оскар» за «Лучший фильм»
- «CODA: Ребёнок глухих родителей» (2021) — с 2 237 618 $

Большинство актёрских наград за роль одного и того же персонажа
- За исполнение роли Вито Корлеоне получили:
  - Марлон Брандо — «Лучший актёр», за фильм «Крёстный отец» (1972)
  - Роберт Де Ниро — «Лучший актёр второго плана», за фильм «Крёстный отец 2» (1974)
- За исполнение роли Джокера получили:
  - Хит Леджер — «Лучший актёр второго плана», за фильм «Тёмный рыцарь» (2008)
  - Хоакин Феникс — «Лучший актёр», за фильм «Джокер» (2019)
- За исполнение роли Аниты получили:
  - Рита Морено — «Лучшая актриса второго плана», за фильм «Вестсайдская история» (1961)
  - Ариана Дебос — «Лучшая актриса второго плана», за фильм «Вестсайдская история» (2021)

Номинирование актрис за роль одного и того же персонажа, но в разных возрастных категориях
- За исполнение роли Роуз в фильме «Титаник» (1997):
  - Кейт Уинслет и Глория Стюарт
- За исполнение роли Айрис Мёрдок в фильме «Айрис» (2001):
  - Кейт Уинслет и Джуди Денч
- За исполнение роли Леды в фильме «Незнакомая дочь» (2021):
  - Джесси Бакли и Оливия Колман

Самое длинное название фильма из номинированных (110 знаков в оригинале)
- «Следующий фильм о Борате: передача огромной взятки американскому режиму для получения выгоды некогда славным народом Казахстана» (англ. Borat Subsequent Moviefilm: Delivery of Prodigious Bribe to American Regime for Make Benefit Once Glorious Nation of Kazakhstan) (2020)

Фильмы, получившие «Оскар» за «Лучший фильм» и главные награды Каннского кинофестиваля
- «Потерянный уикенд» (1946)
- «Марти» (1956 и 1955)
- «Паразиты» (2020 и 2019)
- «Анора» (2025 и 2024)

Единственный фильм, наряду с премией «Оскар» получивший премию «Золотая малина»
- «Уолл-стрит» (1988) — «Оскар» за лучшую мужскую роль (Майкл Дуглас) и «Золотая малина» за худшую женскую роль второго плана (Дэрил Ханна)

Единственный человек, номинированный за актёрскую работу, сценарий, режиссуру и продюсирование одного фильма
- Уоррен Битти — за фильмы «Небеса могут подождать» (1978) и «Красные» (1981)

Лауреаты, наряду с премией «Оскар» получившие Нобелевскую премию
- Джордж Бернард Шоу — «Оскар» за лучший сценарий (1939) и Нобелевская премия по литературе (1925)
- Боб Дилан — «Оскар» за лучшую песню (2001) и Нобелевская премия по литературе (2016)

Единственный человек в мире, наряду с премией «Оскар» получивший Букеровскую премию
- Рут Правер Джхабвала — «Оскар» за лучший адаптированный сценарий (дважды: 1987, 1993) и Букеровская премия (1975)